# Clinio Moura
Clínio de Moura (Várzea Grande, 18 de maio de 1928 – 24 de abril de 2008) foi um ceramista e marinheiro brasileiro.

## Biografia
Moura nasceu em Várzea Grande em 1928. Ele trabalhou como marinheiro embarcadista durante oito anos, com carteira da Marinha Mercante, nas décadas de 1940 e 1950, subindo e descendo o Rio Cuiabá.
Em 12 de setembro de 1953, casou-se com Biuína Moraes, que era nascida e criada em São Gonçalo, uma comunidade ribeirinha de pescadores, ceramistas e artesãos. Passou a morar lá com Biuína, e aprendeu os métodos de cerâmica com a esposa e a sogra, Dona Isabel. Moura passou a moldar diversas figuras bem como santos, animais, personagens, individuais e em grupo, com inspiração no universo ribeirinho. Clínio e a esposa vivenciaram peças maiores, como, por exemplo, famílias de codornas com vastos detalhes nas penas.

### Morte
Clinio morreu em 24 de abril de 2008 vítima de uma parada cardíaca enquanto descansava.